# Qualitätssicherung in der Medizin
Die Qualitätssicherung in der Medizin wird in Deutschland durch das Fünfte Buch Sozialgesetzbuch (SGB V) bestimmt. Zielsetzung ist, geeignete Maßnahmen zu entwickeln, die die Qualität ärztlicher Leistungen sicherstellen und transparenter machen sollen. Die Qualitätssicherung in der Medizin steht für unterschiedliche Ansätze und Maßnahmen zur Sicherstellung festgelegter Qualitätsanforderungen. Sie ist kein Instrument zur Qualitätssteigerung. Diese resultiert allenfalls aus einer Anhebung der Qualitätsanforderungen. Als Kriterium gelten die Inpatient Quality Indicators (IQI).

## Abgrenzung
Der Begriff der Qualitätssicherung in der Medizin ist vom Begriff des Qualitätsmanagements in der Medizin nach § 135a Abs. 2 Nr. 2 (früher § 136b Abs. 1 Nr. 1) SGB V als Einrichtungsinternes Qualitätsmanagement abzugrenzen. Hierzu erließ der Gemeinsame Bundesausschuss (G-BA) Qualitätsmanagement-Richtlinien nach § 135a Abs. 2 Nr. 2 SGB V und nach § 92 i. V. m. § 137 Absatz 1 Nummer 1 SGB V. Diese wiederum lautet ab 2016 sektorenübergreifende Qualitätsmanagement-Richtlinie. Die beiden Begriffe Qualitätssicherung und Qualitätsmanagement werden oft fälschlicherweise synonym verwendet beziehungsweise verwechselt.

## Zielsetzung
Qualitätssicherung im weiteren Sinn ist originäre Aufgabe jedes Arztes/Zahnarztes und ergibt sich bereits mittelbar aus der Berufsordnung. Danach ist der einzelne Arzt/Zahnarzt verpflichtet seinen Beruf gewissenhaft nach den Geboten der ärztlichen Ethik und insbesondere nach den Regeln der (zahn)ärztlichen Kunst auszuüben. Die gewissenhafte Ausübung des Berufs erfordert die notwendige fachliche Qualifikation und die Beachtung des anerkannten Standes der medizinischen Erkenntnisse (vgl. § 2 Musterberufsordnung Ärzte; § 2 Musterberufsordnung Zahnärzte). Die Berufsordnungen dienen u. a. dazu, die Qualität der ärztlichen und zahnärztlichen Tätigkeit im Interesse der Gesundheit der Bevölkerung sicherzustellen (vgl. Präambel in der Musterberufsordnung Zahnärzte). Auch aus dem zivilrechtlichen Behandlungsvertrag zwischen Arzt und Patienten ergibt sich die Verpflichtung des Arztes zu einer Behandlung nach dem zum Zeitpunkt der Behandlung bestehenden, allgemein anerkannten fachlichen Standard gemäß § 630a Abs. 2 BGB, also einer Lege-artis-Behandlung.
Dies hat dem Gesetzgeber für die Versorgung der gesetzlichen Versicherten nicht genügt. Die Qualitätssicherung in der Medizin wird in Deutschland nunmehr vor allem durch das Fünfte Buch Sozialgesetzbuch und der Übertragung der Ausgestaltung dieser gesetzlichen Vorgaben durch den Gemeinsamen Bundesausschuss bestimmt. Mit dem Gesetz zur Modernisierung der gesetzlichen Krankenversicherung (GKV-Modernisierungsgesetz, GMG) zum 1. Januar 2004 wurde der neue Gemeinsame Bundesausschuss als sektorenübergreifende Einrichtung der gemeinsamen Selbstverwaltung gebildet. Diesem wurde seitdem die Aufgabe übertragen, für den vertragsärztlichen, vertragszahnärztlichen, vertragsspsychotherapeutischen und den stationären Bereich die Anforderungen an die Qualitätssicherung festzulegen. Damit sollen Entscheidungsabläufe für die Qualitätssicherung in den unterschiedlichen Sektoren (stationär, ambulant) vor allem gestrafft und vereinheitlicht werden (vgl. Gesetzbegründung zum GMG zu § 137 Abs. 1 SGB V). Diese Intention des Gesetzgebers wurde in den weiteren Gesundheitsreformen weiterentwickelt. Ziel ist es die Qualitätssicherung in den Versorgungsbereichen (Sektoren) möglichst einheitlich und stringent zu halten. Man will geeignete Maßnahmen entwickeln, die die Qualität ärztlicher Leistungen sicherstellen und transparenter machen. Die Qualitätssicherung in der Medizin steht für unterschiedliche Ansätze und Maßnahmen zur Sicherstellung festgelegter Qualitätsanforderungen. Sie ist kein Instrument zur Qualitätssteigerung. Diese resultiert allenfalls aus einer Anhebung der Qualitätsanforderungen.

## Einteilung
Die Qualitätssicherung ist zu unterteilen in
- die sektorenübergreifende Qualitätssicherung,
- die sektorenbezogene Qualitätssicherung
- die sektorenspezifische Qualitätssicherung,
- die einrichtungsübergreifende Qualitätssicherung.

### Versorgungssektoren
Es werden auch hierbei folgende drei Versorgungssektoren unterschieden:
- Die stationäre Versorgung. Zuständig sind die Deutsche Krankenhausgesellschaft (DKG) und die Landeskrankenhausgesellschaften.
- Die ambulante ärztliche Versorgung. Zuständig sind die Kassenärztliche Bundesvereinigung (KBV) und die Kassenärztlichen Vereinigungen der Länder.
- Die ambulante zahnärztliche Versorgung. Zuständig sind die Kassenzahnärztliche Bundesvereinigung (KZBV) und die Kassenzahnärztlichen Vereinigungen der Länder.

Sektorenübergreifend bedeutet, dass mindestens zwei der drei genannten Versorgungssektoren gleichzeitig betroffen sind.

### Sektorenübergreifende Qualitätssicherung
Die sektorenübergreifende Qualitätssicherung soll die Versorgung der Patienten an der Schnittstelle ambulant/stationär verbessern. Der Gesetzgeber hat vorgegeben, dass ein Institut damit beauftragt wird, hierzu Indikatoren, Instrumente und Dokumentation zu entwickeln. Mit dieser Aufgabe wurde bis 2016 das Göttinger Institut für angewandte Qualitätsförderung und Forschung im Gesundheitswesen (AQUA-Institut), seitdem das Berliner Instituts für Qualitätssicherung und Transparenz im Gesundheitswesen (IQTIG) betraut. Die entsprechenden Themen werden vom Gemeinsamen Bundesausschuss vorgegeben.

### Sektorenbezogene Qualitätssicherung
Einen Sonderfall stellt die sektorenbezogene Qualitätssicherung im Rahmen des § 136 Abs. 2 SGB V dar. Wenn die Qualität einer Behandlung nur sektorenbezogen angemessen gesichert werden kann, dann wird diese Überprüfung trotzdem unter der sektorenübergreifenden Qualitätssicherung subsumiert.

### Sektorenspezifische Qualitätssicherung
In der sektorenspezifische Qualitätssicherung ist nur einer der drei Sektoren betroffen. Hierzu erlässt der Gemeinsamen Bundesausschuss eine Qualitätsprüfungsrichtlinie, die die Verfahrensordnung beinhaltet und eine Qualitätsbeurteilungsrichtlinie, die sich auf die Beurteilung der zugewiesenen Themen bezieht. Darin sind in § 135b Abs. 2 SGB V die Kriterien für die indikationsbezogene Notwendigkeit und Qualität der durchgeführten diagnostischen und therapeutischen Leistungen, insbesondere aufwändiger medizintechnischer Leistungen vorgeschrieben; dabei sind auch Mindestanforderungen an die Struktur-, Prozess- und Ergebnisqualität festzulegen. Zuständig ist die jeweilige Landesorganisation.

### Einrichtungsübergreifende Qualitätssicherung
Bei der einrichtungsübergreifenden Qualitätssicherung soll die Qualität der Behandlung eines einzelnen Leistungserbringers mit einem Kollektiv verglichen werden. Das Kollektiv wird im jeweiligen Fall bestimmt. Es kann beispielsweise die Gesamtheit der entsprechenden Leistungserbringer einer Fachrichtung, aus einem Land, einer Region oder einer Stadt sein.

## Qualitätssicherung im Krankenhaus

### Strukturierter Qualitätsbericht
Der strukturierte Qualitätsbericht nach § 136b SGB V gibt einen systematischen Überblick über die Leistungen eines Krankenhauses in Deutschland. Dieser Überblick beinhaltet Daten zu den stationären Patientenzahlen, zu Diagnosen und zu Prozeduren. Ferner werden Qualitätsindikatoren und Maßnahmen zur Qualitätssicherung abgefragt. Der Bericht soll mehr Transparenz für Patienten und Krankenkassen garantieren.

### Mindestmengenregelung
Planbare Leistungen, bei denen die Qualität des Behandlungsergebnisses von der Menge der erbrachten Leistungen abhängig ist, werden vom Gemeinsamen Bundesausschuss in einem Katalog erfasst. Der GB-A legt auch Mindestmengen für die jeweiligen Leistungen fest (§ 136b Abs. 1 Satz 1 Nr. 2 SGB V). Wenn die erforderlichen Mindestmengen voraussichtlich nicht erreicht werden, dürfen entsprechende Leistungen nicht erbracht werden. Werden diese Leistungen dennoch erbracht, besteht kein Vergütungsanspruch des Krankenhauses gegenüber den Krankenkassen (§ 136b Abs. 4 Satz 1 und 2, Abs. 1 Satz 1 Nr. 2 SGB V).

### Qualitätszuschläge und Qualitätsabschläge
Bis 31. Dezember 2017 sollte ein Katalog von Leistungen oder Leistungsbereichen erstellt werden, der sich für eine qualitätsabhängige Vergütung mit Zu- und Abschlägen eignet, einschließlich Qualitätszielen und Qualitätsindikatoren. Bei Feststellung von unzureichender Qualität wird dem Krankenhaus zunächst ein Jahr Zeit eingeräumt, um die Mängel zu beheben, bevor ein Abschlag erhoben wird. Wenn ein Krankenhaus die Mängel nicht innerhalb von drei Jahren beseitigt, erfolgt ein Vergütungsausschluss (§ 5 Abs. 3a KHEntgG).

### Hygienequalität
Der Gemeinsame Bundesausschuss legt erstmals bis zum 31. Dezember 2016 geeignete Maßnahmen zur Sicherung der Hygiene in der Versorgung fest und bestimmt insbesondere für die einrichtungsübergreifende Qualitätssicherung der Krankenhäuser Indikatoren zur Beurteilung der Hygienequalität.

## Qualitätssicherung im ambulanten Bereich
Die Qualitätssicherung im ambulanten Bereich geschieht hauptsächlich durch die Kassenärztlichen Vereinigungen (KVen). Sie überwachen und überprüfen als ärztliche Selbstverwaltung die Einhaltung gesetzlicher und vertraglicher Qualitätsstandards in der vertragsärztlichen Versorgung. Wesentlich ist dabei vor allem folgendes:
- Die KVen erteilen Genehmigungen für besondere Leistungen, die an fachliche, organisatorische und apparative Voraussetzungen sowie regelmäßige Fortbildungen gebunden sind.
- Sie führung regelmäßig Qualitätsprüfungen durch, unter anderem durch Stichprobenkontrollen der ärztlichen Dokumentation und Behandlungsqualität. Dabei werden in jedem Jahr mindestens vier Prozent der Ärzte in bestimmten Leistungsbereichen überprüft.
- Bei festgestellten Mängeln kann die KV Maßnahmen wie Nachschulungen, Wiederholungsprüfungen oder im Extremfall den Entzug der Genehmigung veranlassen.
- Die KVen sind verpflichtet, die Ergebnisse dieser Qualitätsprüfungen zu dokumentieren und an die Kassenärztliche Bundesvereinigung sowie den Gemeinsamen Bundesausschuss zu berichten.

## Instrumente

### Identifizierung des Patienten
Zur verwechslungsfreien Identifizierung vor Operationen oder auch im Todesfall dienen Patientenarmbänder und Fußzettel.

### Qualitätssicherung bei Bluttransfusionen
Einrichtungen der Krankenversorgung im stationären und ambulanten Bereich, die Blutprodukte zu Bluttransfusionen anwenden (z. B. Krankenhäuser, Arztpraxen usw.), sind durch § 15 Transfusionsgesetz zur Einrichtung eines Systems der Qualitätssicherung verpflichtet.
Qualitätssicherung umfasst die Gesamtheit der personellen, organisatorischen, technischen und normativen Maßnahmen, die geeignet sind, die Qualität der Versorgung der Patienten zu sichern, zu verbessern und gemäß dem medizinisch-wissenschaftlichen Kenntnisstand weiterzuentwickeln (§§ 135a, 136 und 137 Fünftes Buch Sozialgesetzbuch (SGB V)).
Im Rahmen des Qualitätssicherungssystems sind die Qualifikationen und die Aufgaben der verantwortlichen Personen festzulegen. Gesetzlich vorgeschrieben für alle Einrichtungen, die Blutprodukte anwenden, ist die Bestellung eines
- Transfusionsverantwortlichen (für die gesamte Einrichtung),
- Transfusionsbeauftragten (für jede Behandlungseinheit/Abteilung),
- Qualitätsbeauftragten (für die gesamte Einrichtung).

Einrichtungen mit Akutversorgung müssen darüber hinaus eine Transfusionskommission bilden und regelmäßige Transfusionskommissionssitzungen abhalten.
Die einzelnen Maßnahmen sind in den von der Bundesärztekammer veröffentlichten Hämotherapie-Richtlinien festgelegt.

### Qualitätssicherung laboratoriumsmedizinischer Untersuchungen
Nach § 9 Medizinprodukte-Betreiberverordnung (MPBetreibV) ist für laboratoriumsmedizinische Untersuchungen im Bereich der Heilkunde eine ständige interne Qualitätskontrolle und die Teilnahme an Ringversuchen nach der Richtlinie der Bundesärztekammer (Rili-BÄK) verbindlich vorgeschrieben. Es besteht Dokumentations- und fünfjährige Archivierungspflicht. Eine bundesweit tätige Einrichtung zur Qualitätssicherung ist die „Gesellschaft zur Förderung der Qualitätssicherung in medizinischen Laboratorien INSTAND e. V.“ in Düsseldorf. Die Überwachung obliegt den zuständigen Eichämtern.

### Qualitätssicherung mit Routinedaten
Die Qualitätssicherung mit Routinedaten (QSR) wurde im Jahr 2002 als gemeinsames Entwicklungsprojekt des Wissenschaftlichen Instituts der AOK (WIdO), dem AOK-Bundesverband, den HELIOS Kliniken und dem Forschungs- und Entwicklungsinstitut für das Sozial- und Gesundheitswesen Sachsen-Anhalt initiiert und wird seit dem Jahr 2008 vom WIdO weiterentwickelt. Ziel war es, für Deutschland ein aufwandsarmes Qualitätsmessverfahren auf der Basis von Routinedaten zu entwickeln und zu etablieren, das sich an Ergebnisqualität orientiert. Anwendung findet das Verfahren im AOK-Krankenhausnavigator, in dem Ergebnisse von ausgewählten Behandlungen anhand möglicher Komplikationen bzw. unerwünschter Folgeereignisse dargestellt werden.

## Qualitätsinstitutionen im Gesundheitswesen
Zahlreiche Institutionen und Organisationen beschäftigen und beschäftigten sich in Deutschland mit Qualitätssicherung und Qualitätsentwicklung in Medizin und Gesundheitswesen.
- Ärztekammern und Bundesärztekammer
- Zahnärztekammern und Bundeszahnärztekammer
- Bundesarbeitsgemeinschaft für Rehabilitation (BAR)
- Kassenärztliche Vereinigungen und Kassenärztliche Bundesvereinigung
- Kassenzahnärztliche Vereinigungen und Kassenzahnärztliche Bundesvereinigung
- BQS Institut für Qualität & Patientensicherheit
- Institut für Qualität und Wirtschaftlichkeit im Gesundheitswesen (IQWiG)
- Institut für Qualitätssicherung und Transparenz im Gesundheitswesen (IQTIG)
- Mitgliedsgesellschaften der Arbeitsgemeinschaft der Wissenschaftlichen Medizinischen Fachgesellschaften (AWMF)
- Deutsche Krankenhausgesellschaft und andere Verbände
- Deutsche Rentenversicherung Bund
- Medizinischer Dienst der Krankenversicherung (MDK) und Medizinischer Dienst des Spitzenverbandes Bund der Krankenkassen e. V. (MDS)
  - einschl. Qualitätsprüfungen durch die Medizinischen Dienste in Altenpflegeheimen oder Sozialstationen
- Ärztliches Zentrum für Qualität in der Medizin (ÄZQ) – gemeinsames Institut von Bundesärztekammer und der Kassenärztliche Bundesvereinigung (1995 bis 2024)
- Zentrum Zahnärztliche Qualität (ZZQ) – gemeinsames Institut von Bundeszahnärztekammer und der Kassenzahnärztliche Bundesvereinigung| Kassenärztlichen Bundesvereinigung
- Ärztliche Stellen